# Radgoszcz (Mazovie)
Pour les articles homonymes, voir Radgoszcz.
Radgoszcz (prononciation : [ˈradɡɔʂt͡ʂ]) est un village polonais de la gmina de Troszyn dans le powiat d'Ostrołęka de la voïvodie de Mazovie dans le centre-est de la Pologne.
Il se situe à environ 12 kilomètres à l'est de Troszyn (siège de la gmina), 23 kilomètres à l'est d'Ostrołęka (siège du powiat) et à 112 kilomètres au nord-est de Varsovie (capitale de la Pologne).

## Histoire
De 1975 à 1998, le village appartenait administrativement à la voïvodie d'Ostrołęka.